# Diàstasi de rectes abdominals

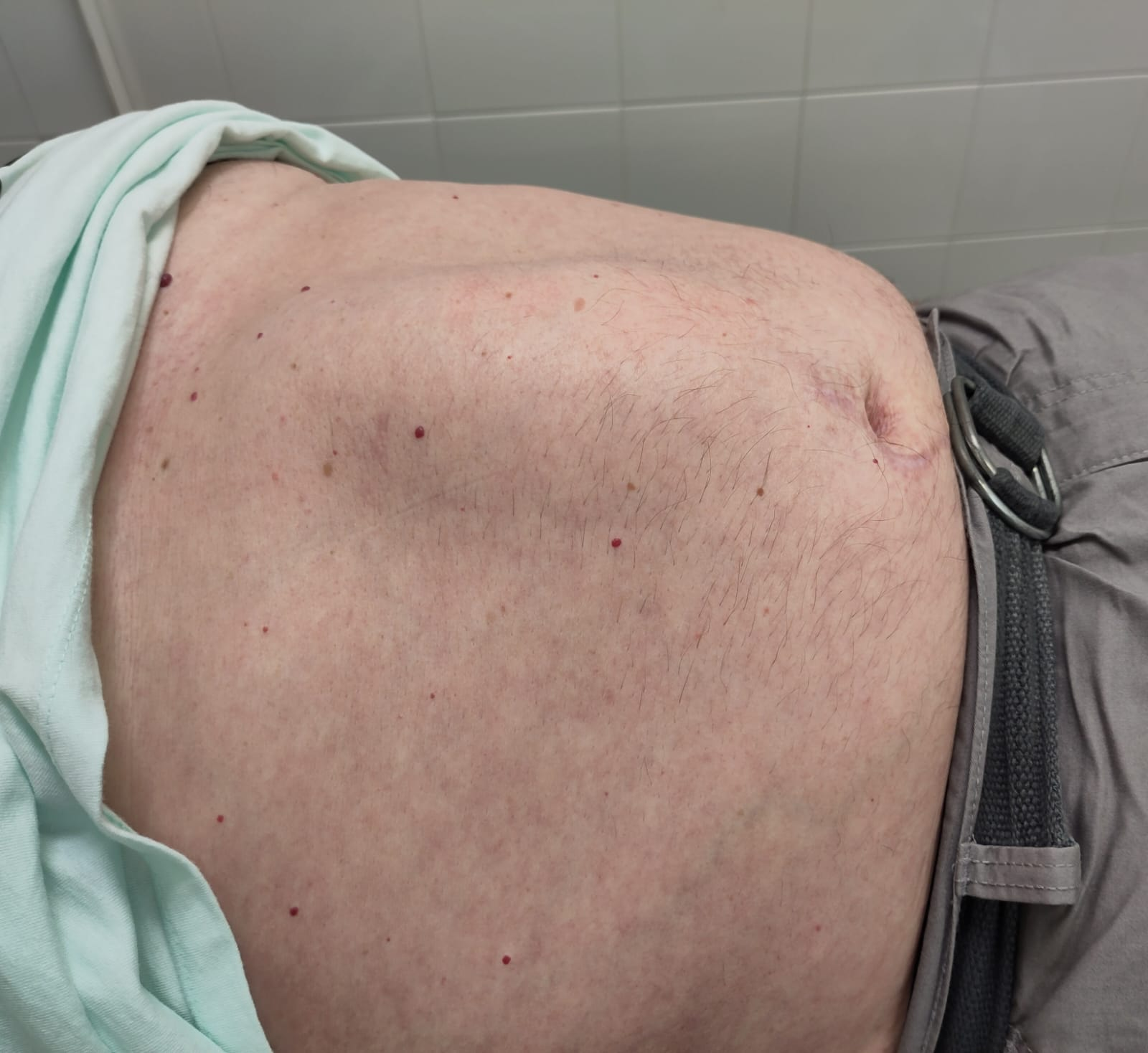
Diàstasi de rectes. Home de 72 anys, protrusió epigàstrica en aixecar el cap.

Una diàstasi de rectes abdominals o, senzillament, diàstasi de rectes, es defineix com una bretxa d'uns 2,7 cm o més entre els dos costats del múscul recte de l'abdomen. La distància entre els músculs rectes dret i esquerre es crea per l'estirament de la línia alba, una beina de col·lagen connectiva creada per les insercions de l'aponeurosi transvers de l'abdomen, oblic intern i oblic extern. Aquest trastorn no té associada morbiditat o mortalitat. Sovint pot requerir fisioteràpia per disminuir aquesta separació i la cirurgia és una opció per als casos més greus. L'exercici estàndard rarament dona lloc a la curació completa dels músculs separats.
La diàstasi dels músculs rectes de l'abdomen es produeix amb més freqüència en nadons i dones embarassades; no obstant això, pot ocórrer en qualsevol dona o home adult. En el nounat, els rectes de l'abdomen no estan completament desenvolupats i pot ser que no tanquin l'abdomen amb la línia alba. La diàstasi de rectes és més freqüent en els nounats prematurs. En dones embarassades o en el puerperi, el trastorn és causat per l'estirament dels rectes abdominals per part del creixement de l'úter. És més freqüent en dones multípares (dones que han tingut embarassos múltiples) a causa dels episodis repetits d'estiraments. Quan el defecte es produeix durant l'embaràs, de vegades es pot veure l'úter sobresortint a través de la paret abdominal sota la pell. Les dones no embarassades són més susceptibles de desenvolupar-la quan tenen més de 35 anys o amb un pes elevat en néixer, un embaràs de part múltiple o embarassos múltiples. Es poden atribuir causes addicionals als exercicis abdominals excessius després del primer trimestre de l'embaràs.
La musculació de tots els músculs bàsics, inclòs el múscul recte de l'abdomen, pot reduir o no la mida de la bretxa en dones embarassades o puèrperes. Els crunchs poden augmentar la separació dels rectes en la diàstasi. Tots els exercicis correctius haurien de ser en forma d'estirar els músculs abdominals en lloc d'empènyer-los cap a fora. En casos extrems, la diàstasi de rectes es corregeix amb un procediment de cirurgia estètica conegut com a abdominoplàstia creant una plicatura, o plegament, de la línia alba i suturant-la, deixant una paret abdominal més estreta.

## Presentació
Una diàstasi de rectes pot aparèixer com una cresta que recorre la línia mitjana de l'abdomen, des de l'apòfisi xifoide (part inferior de l'estèrnum) fins al melic. Es fa més prominent amb l'esforç i pot desaparèixer quan els músculs abdominals estan relaxats. Les vores medials dels músculs es poden palpar durant la contracció del recte abdominal. Aquest trastorn es pot diagnosticar mitjançant un examen físic, i s'ha de diferenciar d'una hèrnia epigàstrica o de l'hèrnia incisional, si el pacient ha tingut una cirurgia abdominal. Es poden descartar les hèrnies mitjançant una ecografia.
En els nadons, normalment resulten d'un defecte menor de la línia alba entre els músculs rectes de l'abdomen. Això permet que el teixit de l'interior de l'abdomen protrueixi cap davant. En els nadons, això pot manifestar-se com una aparent "bombolla" sota la pell del ventre entre el melic i la xifoide.
L'examen es realitza amb el subjecte estirat d'esquena, els genolls doblegats a 90° amb els peus plans, aixecant el cap i mirant de tocar amb la barbeta al pit; llavors, amb els músculs tensos, l'examinador col·loca els dits a la cresta que es presenta. La mesura de l'amplada de separació és determinada pel nombre de puntes de dits que poden encaixar dins l'espai entre els músculs rectes abdominals esquerre i dret. La separació que consisteix en una amplada de 2 puntes de dits (aproximadament 1,5 cm) o més és el factor determinant per diagnosticar la diàstasi dels rectes.